# Coelomera lanio
Coelomera lanio es un coleóptero de la familia Chrysomelidae.
Fue descrita científicamente en 1823 por Dalman.